# Прешевска котлина
Прешевска котлина обухвата, изузев тока при ушћу, целокупан слив реке Моравице. За разлику од Ариљске или Голијске Моравице и Сокобањске Моравице, река Моравица јужноморавске удолине одговара појму Прешевске Моравице. По њој је и Прешевска котлина позната под именом Прешевска Моравица.
Котлина је на највећем делу морфолошки ограничена асиметричним ободом великих висинских разлика; на западу је планина Карадаг са врховима и изнад 1.000 метара (Островица 1.164 m, Мајат 1.047 m), а на истоку планина Рујен (Рујан) са најистакнутијим врхом Близанци од 875 метара. Медијански издужена и управљена, правцем ободних планина, а поглавито распљоштеном кристаласто-еруптивном масом Карадага, Прешевска котлина се на северу везује са бујановачким басеном Врањско-бујановачке котлине, кратком и лако проходном Лавосојском сутеском (око 470 м), а на југу са Кумановском котлином и знаменитом Прешевском повијом (око 460 м).